# Johann Carl Loth
Johann Carl Loth (alemany: Johann Karl Loth)  (Múnic, 8 d'agost de 1632 - Venècia, 6 de novembre de 1698) va ser un pintor barroc alemany que va passar la major part de la seva vida a Venècia. El seu nom també apareix com a Johann Karl, Karel i, a Itàlia, Carlotto o Carlo Lotti.
Es va especialitzar en pintures d'història; escenes de grups generalment multitudinàries. Els seus temes eren típicament de la mitologia clàssica o de l'Antic Testament.

## Biografia

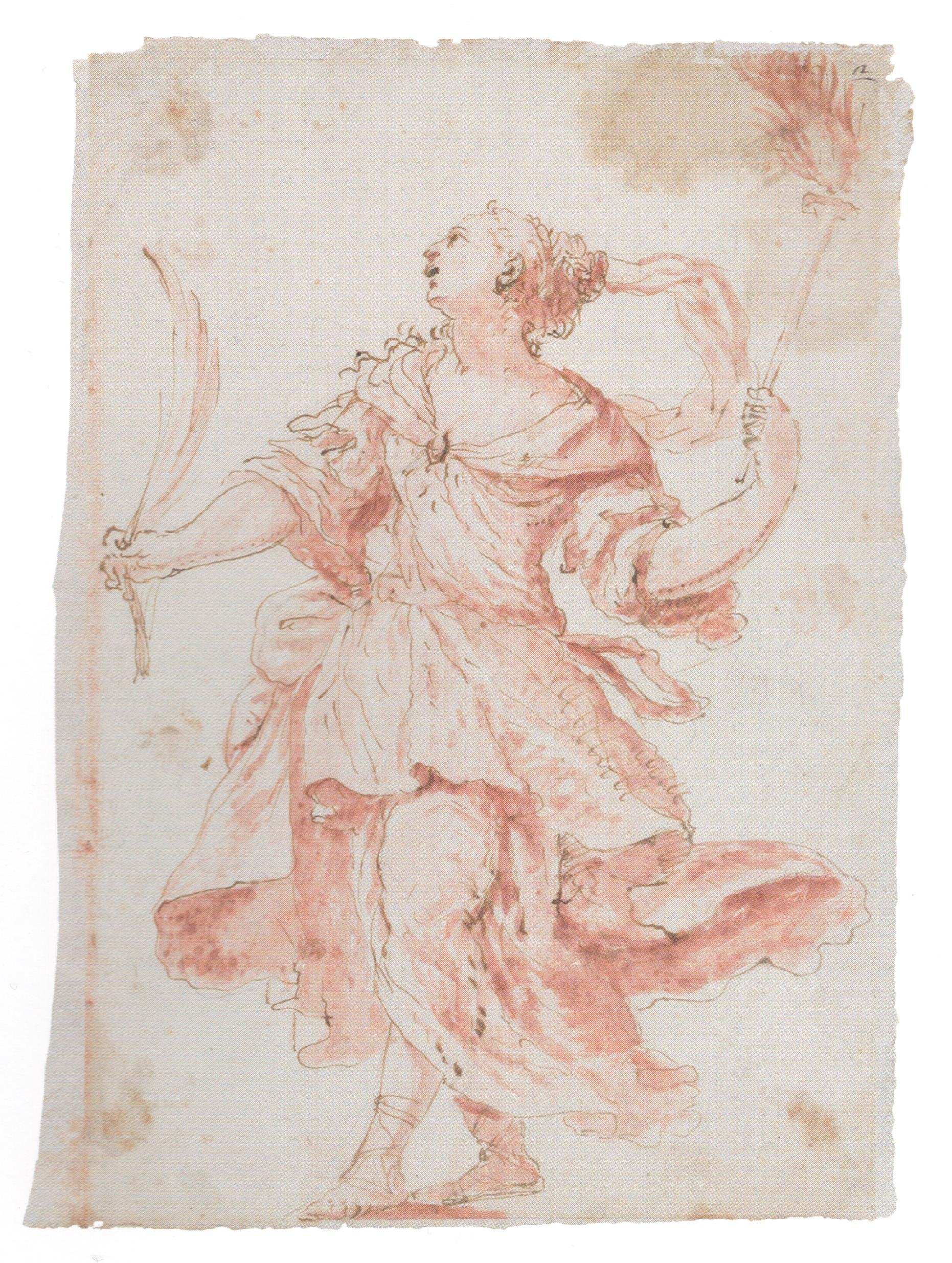
Al·legoria de la Victòria, sanguina

Va néixer a Munic, a l'Electorat de Baviera. Segons el biògraf Arnold Houbraken, va ser un dels tres grans mestres de l'art anomenats "Karel", o "Carl" (els altres dos eren Karel Dujardin i Karel Marat, normalment anomenats Carlo Maratta).
Era fill i deixeble de Johann Ulrich Loth i possiblement va ser influenciat per Giovan Battista Langetti. Va rebre l'encàrrec de pintar per a l'emperador Leopold I a Viena i va treballar juntament amb Pietro Liberi a Venècia, on va viure des de 1663 fins a la seva mort el 1698. El seu germà Franz (1639–1710) també va ser pintor a Venècia i Alemanya i va col·laborar sovint amb Carl. Va tenir nombrosos alumnes, entre ells Michael Wenzel Halbax, Santo Prunati, Johann Michael Rottmayr, Hans Adam Weissenkircher, Daniel Seiter i el baró Peter Strudel.

## Popularitat entre els artistes holandesos
Va atreure artistes benestants, com Cornelis de Bruijn i Jan van Bunnik, que van fer viatges especialment per visitar el seu estudi. Willem Drost i Jan Vermeer van Utrecht es trobaven entre els seus amics íntims. Està enterrat a l'església de San Luca, Venècia.

## Col·leccions
Les seves obres es troben majoritàriament a Alemanya i Itàlia. Altres museus amb obres de Loth inclouen l'Art Institute of Chicago i la National Gallery de Londres. La casa de Burghley a Anglaterra té dues pintures grans a la capella.
Isaac Blessing Jacob està cedit a llarg termini al Skirball Cultural Center de Los Angeles, després d'haver estat reclamat recentment per la família Bloch, originària de Brno, Txecoslovàquia.
L'any 2023 es va trobar una pintura de Loth que havia estat saquejada pels nazis després d'una recerca de més de 80 anys per part de la família de l'industrial jueu txec Johann Bloch. Els canvis en el títol i l'atribució havien fet la cerca especialment difícil.

## Galeria

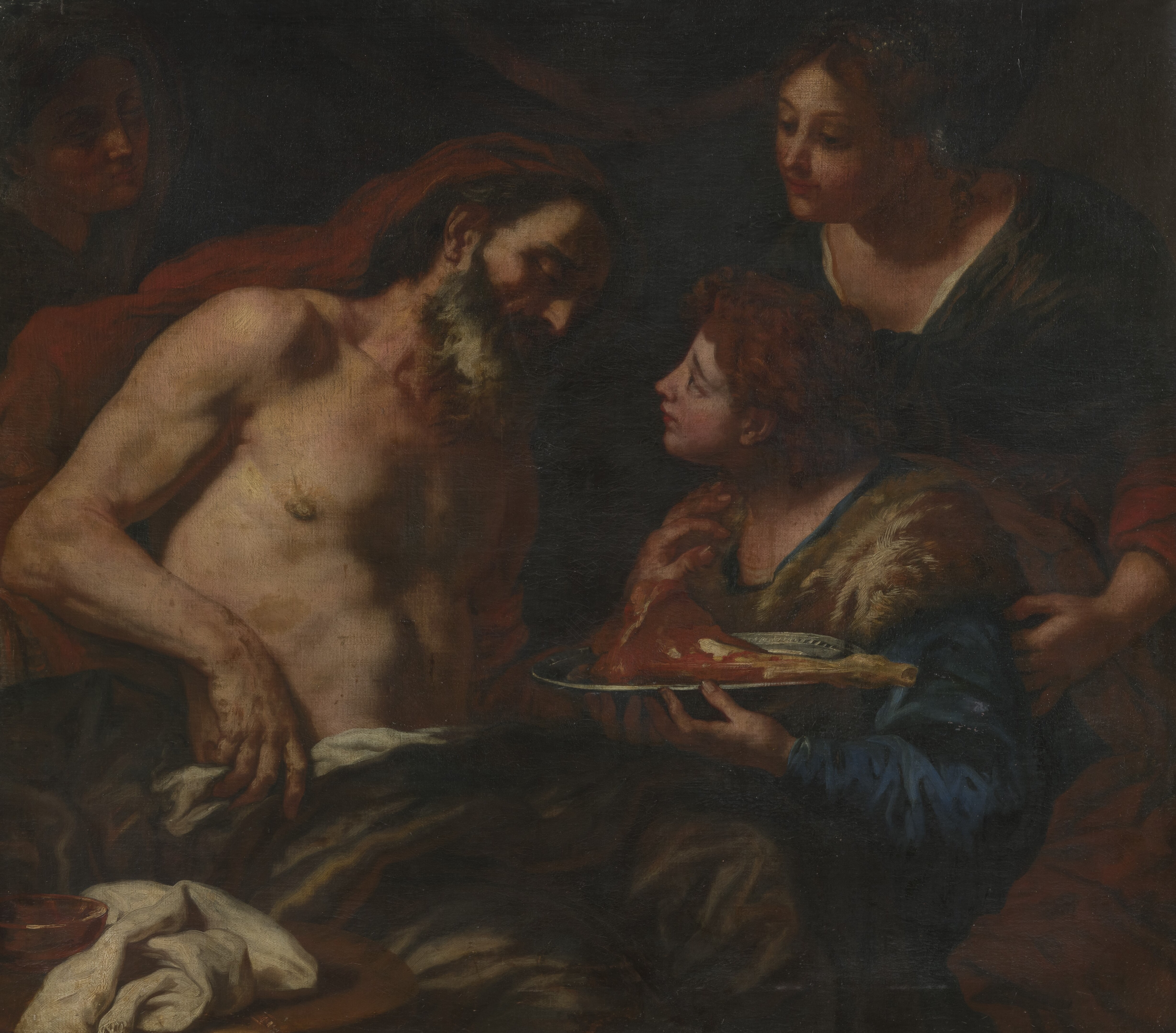
Isaac Blessing Jacob (Centre Cultural Skirball)
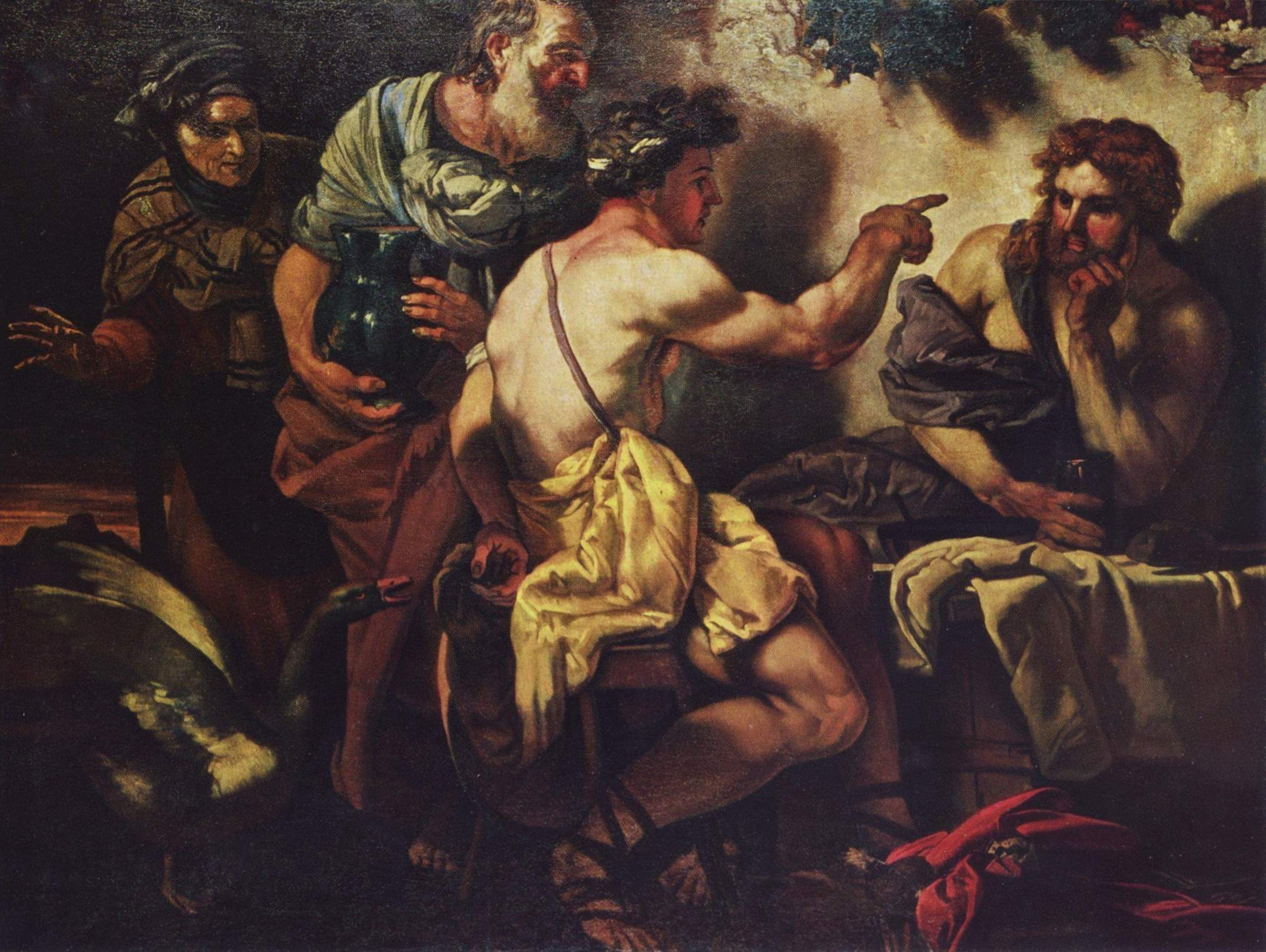
Júpiter i Mercuri amb Filemó i Baucis, 1659 (Kunsthistorisches Museum)
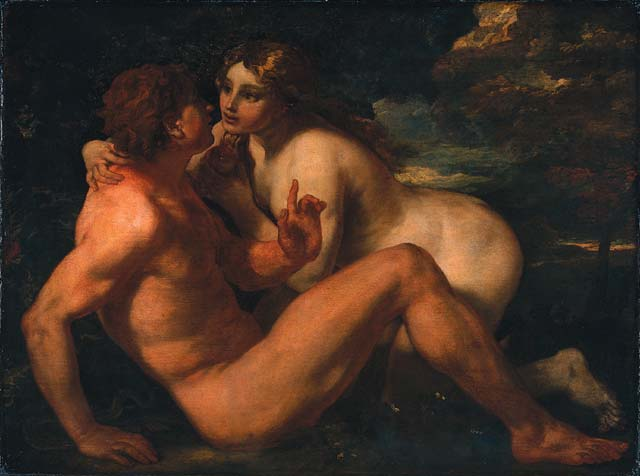
Eve Tempting Adam, National Gallery of Canada
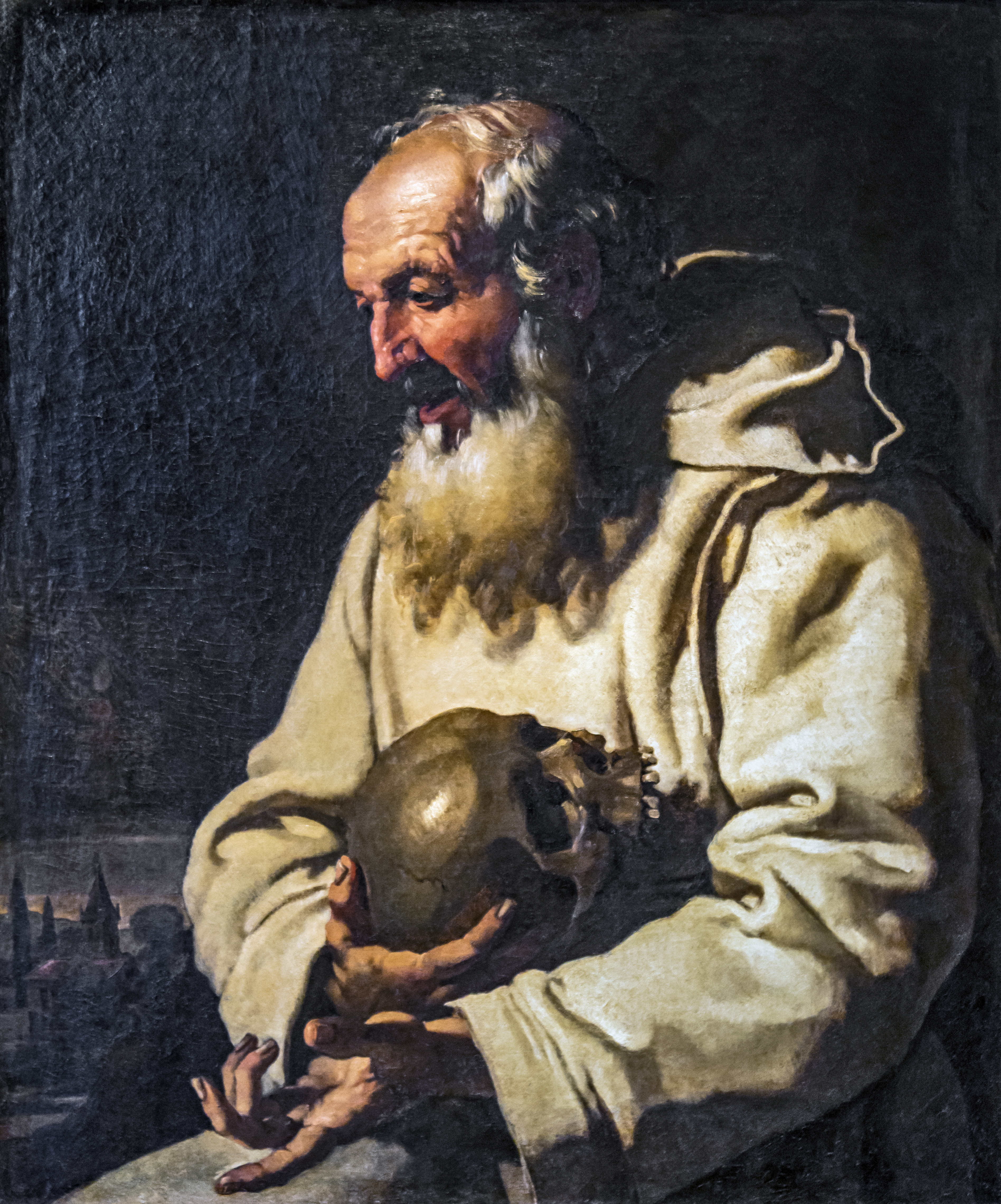
Sant Romuald, Gallerie dell'Accademia Venècia
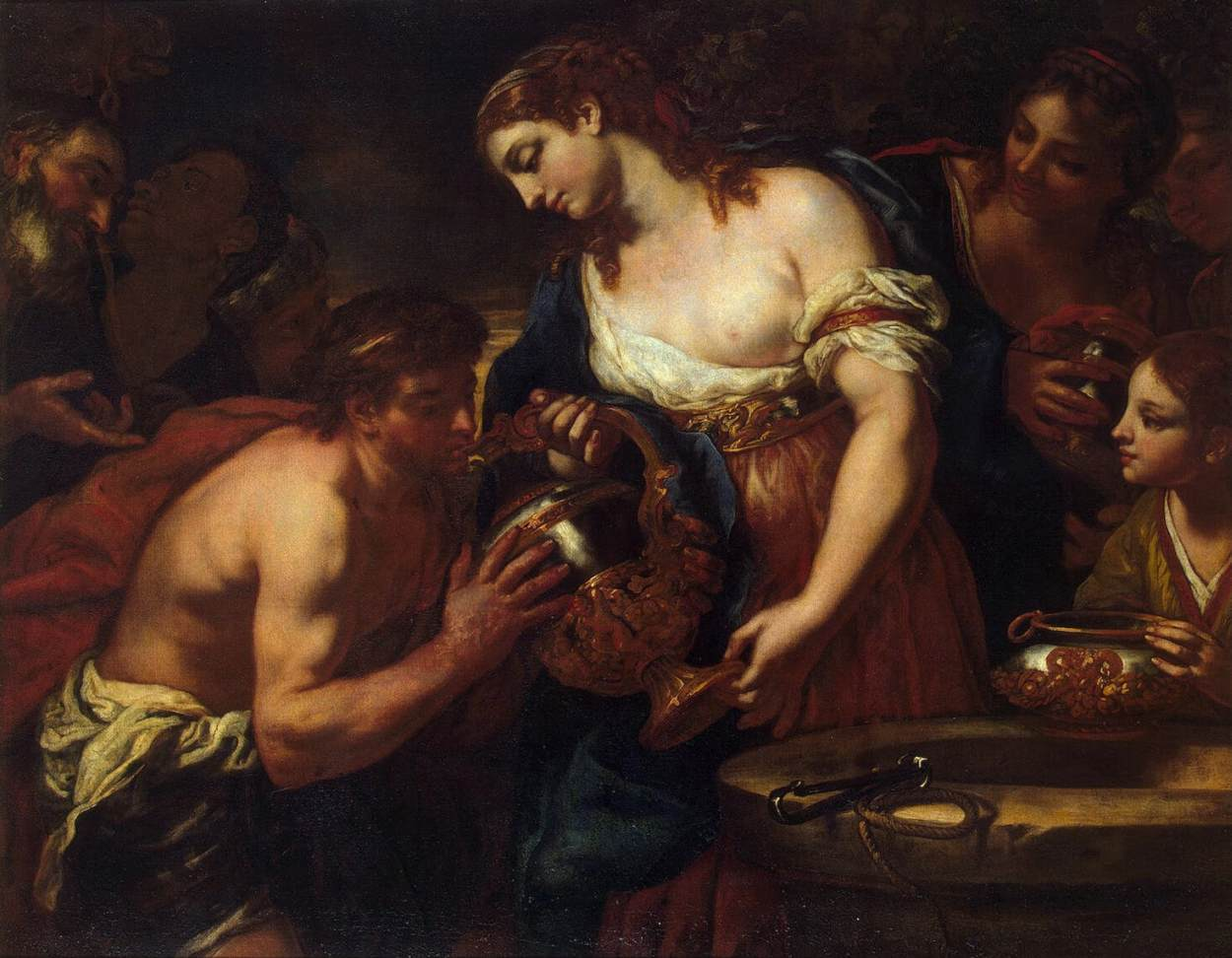
Eliezer i Rebecca al pou
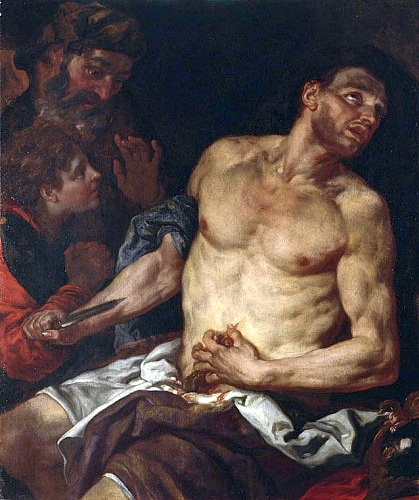
Mort de Cató el Jove
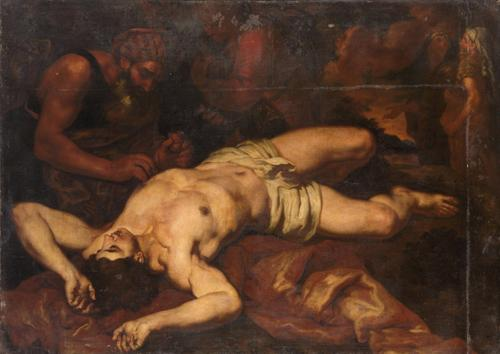
Adam plorant per la mort d'Abel
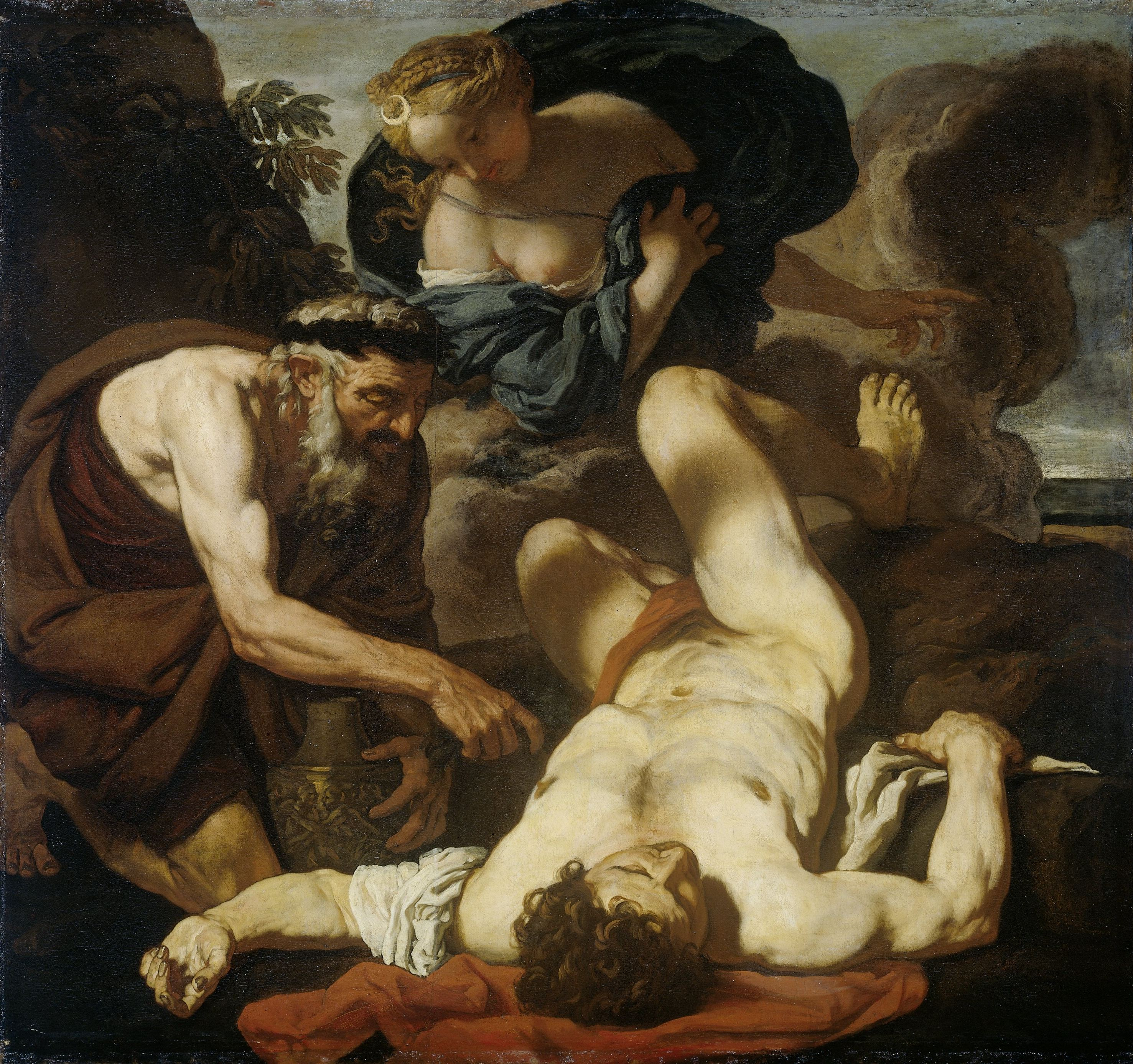
Selene i Endimió